# 鴻巣市立松原小学校
鴻巣市立松原小学校（こうのすしりつ まつばらしょうがっこう）は、埼玉県鴻巣市原馬室にある公立小学校。略称は「松小」（まつしょう）。生徒数は466人（2008年）。

## 主な年中行事
- 4月 - 1学期始業式、1年生入学式
- 5月 - 5年生音楽鑑賞会、6年生学校対抗バスケットボール大会
- 6月 - プール開き
- 7月 - 1学期終業式、5年生林間学校
- 8月 - 夏休み
- 9月 - 2学期始業式、運動会
- 10月 - 4・5年生社会科見学、6年生鴻巣市陸上競技大会、修学旅行
- 11月 - ふれあいフェスタ、1・2年生校外学習
- 12月 - 校内持久走大会、2学期終業式
- 1月 - 3学期始業式
- 2月 - 入学説明会、6年生社会科見学
- 3月 - 3学期終業式、6年生卒業式

## 学校教育目標
豊かな心をもち 自ら学び たくましく生きる 松原っ子が学校全体の目標である。そのほかにも、各学年、学級ごとにある。